# Ces différences qui nous rapprochent
Pour plus de détails, voir Fiche technique et Distribution.
Ces différences qui nous rapprochent (Same Kind of Different as Me) est un film dramatique chrétien américain réalisé par Michael Carney, sorti en 2017.

## Synopsis
Un marchand d'art, Ron Hall, rencontre un vagabond dangereux et violent, Denver Moore, et les deux hommes sympathisent très vite. Ron et sa femme Debbie s'attachent rapidement à cet étranger qui les réconciliera jusqu'au jour où Debbie est atteinte d'un cancer. 

## Fiche technique
- Titre original : Same Kind of Different as Me
- Titre français : Ces différences qui nous rapprochent
- Réalisation : Michael Carney
- Scénario : Ron Hall, Alexander Foard et Michael Carney, d'après le roman éponyme de Denver Moore, Ron Hall et Lynn Vincent
- Photographie : Don Burgess
- Montage : Eric A. Sears
- Musique : John Paesano
- Production : Cale Boyter, Ron Hall, Stephen D. Johnston, Darren Moorman et Mary Parent
- Sociétés de production : Paramount Pictures et Disruption Entertainment
- Société de distribution : Pure Flix Entertainment (États-Unis)
- Pays d'origine :  États-Unis
- Langue originale : anglais
- Format : couleur)
- Genre : drame
- Durée : 119 minutes
- Dates de sortie : 
  - États-Unis : 20 octobre 2017
  - France : 3 avril 2018 (DVD)

## Distribution
- Greg Kinnear (VF : Bruno Choël) : Ron Hall
- Renée Zellweger (VF : Odile Cohen) : Deborah « Debbie » Hall
- Djimon Hounsou (VF : Thierry Desroses) : Denver Moore
- Jon Voight (VF : Michel Ruhl) : Earl Hall
- Olivia Holt (VF : Audrey Sablé) : Regan Hall
- Austin Filson : Carson Hall
- Geraldine Singer (VF : Anne Plumet) : Tommye Hall
- Daniel Zacapa (en) : Julio Larraz
- Dana Gourrier (VF : Agnès Cirasse) : Willow
- Thomas Francis Murphy (de) (VF : François Siener) : le chef Jim
- Ann Mahoney : Clara
- Theodus Crane : Tiny
- David Jensen : Bum
- Ashton Cotton (VF : Oscar Douieb) : Denver, enfant
- Bradford Whalen : Denver, jeune adulte
- Tonea Stewart (VF : Virginie Emane) : Big Mama
- Mykel Shannon Jenkins (en) : B. B.
- Nyles Steele : Chook
- Stacy Hall (VF : Jean-Michel Vaubien) : Brother Brown
- Peyton Wich : Bobby, enfant
- Ty Parker : Bobby, jeune adulte
- John Newberg : Hank
- Lara Grice (en) : la mère de Bobby
- John Keenan : Dr Howard
- Kenda Benward : Janet Howard, la femme du docteur
- Stephanie Leigh Schlund (vi) : C. C. (non créditée)
- Calvin Williams : oncle James (non crédité)

 Source et légende : version française (VF) sur RS Doublage

## Réception

### Box-office
Le film a récolté 6,4 millions de dollars au box-office mondial
pour un budget de 6,5 millions de dollars.

### Critiques
Rotten Tomatoes a enregistré une note de 33% des critiques et 87% de l’audience et Metacritic a enregistré une note de 47/100 des critiques,.